# Douglas Lowe
Douglas Lowe (Manchester, Regne Unit 1902 - Cranbrook 1982) fou un atleta anglès, guanyador de dues medalles olímpiques en proves de mig fons.
Va estudiar idiomes medievals i moderns al Pembroke College de la Universitat de Cambridge. Allà va jugar a futbol i destacà en l'atletisme.
Va participar, als 21 anys, en els Jocs Olímpics d'Estiu de 1924 realitats a París (França), on va aconseguir guanyar la medalla d'or en la prova dels 800 metres i va finalitzar quart en els 1.500 metres. En els Jocs Olímpics d'Estiu de 1928 realitzats a Amsterdam (Països Baixos) aconseguí novament guanyar la medalla d'or en els 800 metres, esdevenint el primer atleta a aconseguir-ho i establint així mateix un nou rècord olímpic amb una marca d'1:51.8 segons. Així mateix participà en els relleus 4x400 metres, on l'equip britànic finalitzà cinquè.
Lowe va ser campió britànic en 440 iardes i 880 iardes el 1927 i el 1928. El 1926 va establir el rècord mundial de les 600 iardes amb un temps d'1'10.6". Es va retirar de l'atletisme a finals de la temporada de 1928, per jugar a futbol amb els Casuals FC durant aquella temporada. Es va dedicar a l'advocacia a l'Inner Temple de Londres i entre 1961 i 1964 fou president del Consell General de l'Advocacia.

## Millors marques
- 400 metres. 48.5" (1927)
- 800 metres. 1' 51.2"  (1928)
- 1.500 metres. 3' 57.0"  (1924)
- 1 milla. 4' 21.0" (1925)[5]